# Nicola Brienza
Nicola Brienza (nacido el 25 de enero de 1980 en Cantù, Italia) es un entrenador italiano de baloncesto que actualmente dirige al Pistoia Basket 2000 de la Lega Basket Serie A.

## Trayectoria como entrenador
Brienza comenzó su carrera como entrenador dirigiendo al equipo juvenil del Pallacanestro Cantù y en 2004 se convirtió en segundo entrenador del club en la Lega Basket Serie A hasta 2016, cuando fue nombrado primer entrenador en jefe para dos partidos entre la salida de Fabio Corbani y la llegada de Sergei Bazarevich, logrando una victoria en casa contra el Aquila Basket Trento. Brienza permaneció como entrenador asistente de Sergei Bazarevich hasta el final de la temporada.
El 17 de junio de 2016, se convirtió en entrenador del Lugano Tigers en la Liga Suiza de Baloncesto. Nicola llevó al equipo al tercer puesto de la liga, perdiendo sólo 3-2 contra BBC Monthey en la semifinal.
El 12 de julio de 2017, regresó a Italia como entrenador asistente del Orlandina Basket en la Lega Basket Serie A.
El 12 de junio de 2018, Brienza volvió a firmar como entrenador asistente del Pallacanestro Cantù, hasta que en enero de 2019, Evgeniy Pashutin dimitió y fue nombrado primer entrenador del club. Con un récord de 9-4, el equipo encabezó la tabla de la segunda ronda después de estar en la última posición después de la primera ronda, alcanzando el séptimo lugar pero quedando fuera de los playoffs.
El 10 de junio de 2019, Brienza fue nombrado nuevo entrenador del Aquila Basket Trento en la Lega Basket Serie A. En la temporada 2019-2020, el equipo alcanzó el Top 16 de baloncesto de la EuroCup y ocupó el séptimo lugar en la liga nacional cuando la temporada se suspendió debido a la pandemia de COVID-19. 
En la temporada 2020-2021, Aquila Basket Trento se clasificó por segundo año consecutivo para el Top 16 de la EuroCup Basketball, tras ganar los primeros seis partidos de la competición, pero el 31 de enero de 2021 fue destituido tras perder seis partidos seguidos en la Lega Basket Serie A, dejando al equipo en la undécima posición.
El 26 de junio de 2021, firma por el Pistoia Basket 2000 de la Serie A2 por dos temporadas. El 26 de septiembre de 2021, al final de la Final 8, Pistoia ganó la Supercopa LNP, tras derrotar en la final al Blu Basket Treviglio con un marcador de 76-70.
En la temporada 2022-23, lograría el ascenso a la Lega Basket Serie A, categoría en la que dirige al conjunto de Pistoia en la temporada 2023-24, en la cual Pistoia se califica a la Final 8 y acaba la liga en la sexta posición, ganándose el acceso a los playoffs. El 15 de mayo de 2024 Brienza gana el premio por el mejor entrenador de la temporada.

## Clubs como entrenador
- 2014–2016: Pallacanestro Cantù (Asistente)
- 2016: Pallacanestro Cantù
- 2016–2017:	Lugano Tigers
- 2017–2018: Orlandina Basket (Asistente)
- 2018–2019: Pallacanestro Cantù (Asistente)
- 2019: Pallacanestro Cantù
- 2019–2021:	Aquila Basket Trento (Asistente)
- 2021-actualidad: Pistoia Basket 2000